# EP u dvoranskom hokeju 1974.
Europsko prvenstvo u dvoranskom hokeju za muške 1974. se održalo u SR Njemačkoj, u Berlinu.

## Sudionici
Sudionici su bili Austrija, Belgija, Nizozemska, SR Njemačka, Škotska i Švicarska.

## Konačna ljestvica
| Mj. | Država      |
| --- | ----------- |
| 1.  | SR Njemačka |
| 2.  | Nizozemska  |
| 3.  | Švicarska   |
| 4.  | Škotska     |
| 5.  | Belgija     |
| 6.  | Austrija    |

Naslov europskog prvaka je osvojila SR Njemačka.